# Prvenstvo Hrvatske i Slavonije u nogometu 1919.
Prvenstvo Hrvatske i Slavonije u nogometu 1919. bilo je nogometno natjecanje koje je organizirala Nogometna sekcija Hrvatskog športskog saveza. Prvenstvo je započelo 7. rujna 1919. godine, a završilo u prosincu 1919. godine. Naslov prvaka, bez poraza, osvojio je Građanski.

## Natjecateljski sustav
Momčadi su bile podijeljene u dva jakosna razreda, I. i II. razred. Prvakom Hrvatske i Slavonije postala je momčad I. razreda koja je nakon utakmica po jednostrukom bod sustavu (pobjeda = 2 boda, neodlučeno = 1 bod, poraz = bez bodova) osvojila najviše bodova.

## 1. razred

### Rezultati
| rezultatska križaljka | GRA | CON | HAŠ | ILI | VIK   | ŠPA | CRO |
| --------------------- | --- | --- | --- | --- | ----- | --- | --- |
| Građanski             | GRA | 3:2 | 0:0 | 6:2 | 3:0 * | 3:1 | 6:1 |
| Concordia             | -   | CON | 1:1 | 3:0 | 6:2   | 6:0 | 1:0 |
| HAŠK                  | -   | -   | HAŠ | 0:1 | 1:0   | 2:0 | 4:0 |
| Ilirija               | -   | -   | -   | ILI | 1:2   | 3:0 | 2:0 |
| Viktorija             | -   | -   | -   | -   | VIK   | 1:1 | 2:1 |
| Šparta                | -   | -   | -   | -   | -     | ŠPA | 5:2 |
| Croatia               | -   | -   | -   | -   | -     | -   | CRO |

- Utakmica Građanski - Viktorija registrirana je s 3:0 bez borbe

### Ljestvica učinka
| mj | naziv kluba | uta | pob | neo | izg | pop | pri | bod |
| -- | ----------- | --- | --- | --- | --- | --- | --- | --- |
| 1. | Građanski   | 6   | 5   | 1   | 0   | 21  | 6   | 11  |
| 2. | Concordia   | 6   | 4   | 1   | 1   | 19  | 6   | 9   |
| 3. | HAŠK        | 6   | 3   | 2   | 1   | 8   | 2   | 8   |
| 4. | Ilirija     | 6   | 3   | 0   | 3   | 9   | 11  | 6   |
| 5. | Viktorija   | 6   | 2   | 1   | 3   | 7   | 13  | 5   |
| 6. | Šparta      | 6   | 1   | 1   | 4   | 7   | 17  | 3   |
| 7. | Croatia     | 6   | 0   | 0   | 6   | 4   | 20  | 0   |

## Zanimljivo
Prvenstvo Hrvatske i Slavonije 1919. odigrano je samo u jesenskoj sezoni, jer je Jugoslavenski nogometni savez 15. veljače 1920. godine podijelio Savez na pet podsaveza, te preporučio da se početkom 1920. godine započne s podsaveznim prvenstvima. Prvo prvenstvo Jugoslavenskog nogometnog saveza trebalo je biti odigrano na jesen 1920. godine, te se Zagrebački nogometni podsavez pripremio za početak prvenstva 28. ožujka 1920. godine. Dan uoči početka podsaveznog prvenstva JNS je poslao službenu obavijest ZNP-u da se utakmice proljetnog dijela prvenstva neće računati za prvenstvo JNS-a, te da ZNP sam odluči da li će to biti nastavak prvenstva odigranog na jesen 1919. godine.